# So Joo-yeon
So Joo-yeon (* 31. Dezember 1993 in Seoul) ist eine südkoreanische Schauspielerin und Model. Bekannt wurde sie in Dr. Romantic.

## Leben und Karriere
So wurde am 31. Dezember 1993 in Seoul geboren. Sie modelte bei LSAC Model. Ihr Debüt gab sie 2018 in dem Film The Whispering. Im selben Jahr spielte sie in der Serie Not Alright, But It’s Alright. Ihre erste Hauptrolle bekam sie in der Fernsehserie My Healing Love. Von 2020 bis 2021 trat sie in der Serie Lovestruck in the City auf. Anschließend war sie 2022 in Seasons of Blossom zu sehen.

## Filmografie (Auswahl)
Filme
- 2018: The Whispering
- 2020: The Therapist: Fist of Tae-Baek
- 2020: Festival

Serien
- 2018: My Healing Love
- 2018: Not Alright, But It’s Alright
- 2019: Wild Guys
- 2019: I Hate Going To Work
- 2020–2023: Dr. Romantic
- 2020: A Love So Beautiful
- 2020–2021: Lovestruck in the City
- 2022: Seasons of Blossom

## Auszeichnungen

### Gewonnen
- 2020: SBS Drama Awards in der Kategorie „Beste Schauspielerin“[4]